# UTC+5:40
UTC +05:40 je identifikator za vremenske razlike od UTC +05:40 .
UTC +05:40 ponekad se koristi kao aproksimacija za vrijeme u Nepalu, koji je sve do 1986. godine bio temeljen na Katmandu koji se nalazi na kordinatama 85° 19'E ili 5:41:16.
Od 1986. Nepal koristi vremensku zonu UTC+5:45.